# Potts Point, New South Wales
Potts Point este o suburbie în Sydney, Australia.